# Babilonsko-asirska književnost
Izraz babilonsko-asirska književnost se uporablja kot oznaka za vse književnosti ljudstev na območju Mezopotamije, njeni začetniki pa so Sumerci (3. tisočletje pr. n. št. v južni Mezopotamiji).

## Temeljne značilnosti
Začetniki babilonsko-asirske književnosti so bili Sumerci, ljudstvo neznanega izvora, ki je živelo na območju Mezopotamije okrog leta 3000 pr. n. št. Njihovo kulturo, klinopisno pisavo, mite, pesniška besedila, literarne snovi, idr., so nato prevzeli Semiti. Semiti so tekste iz sumerščine prevajali v akadščino in jih sproti nadgrajevali. Babilonsko-asirska književnost dobi svojo dokončno podobo približno okrog 1700. pr. n. št., v času kralja Hamurabija. Značilno za to književnost je, da je bila starejša od egipčanske književnosti in da je imela zelo razvito epsko pesništvo. Razen basni, ki so jo gojili že Sumerci in je iz Mezopotamije prešla v druge kulture, v babilonsko-asirski književnosti ni ohranjenih proznih besedil.
Najpomembnejša dela so nastajala okoli leta 2000 pr. n. št., zapisana pa so bila na glinene ploščice s klinopisno pisavo v sumerskem ali akadskem jeziku.
Najpomembnejše retorično sredstvo, zlasti v liriki, je bil paralelizem členov.

## Epika
Epika je bila namenjena predvsem tempeljskemu kultu, osrednji liki so bili bogovi in heroji. Znani epi so: 
- Ep o Gilgamešu (velja za najpomembnejše delo, je tudi edino prevedeno delo v slovenski jezik) (COBISS)
- Pesnitev o stvarjenju sveta (Enuma eliš)
- Legenda o Etani
- Pot boginje Ištar v podzemlje

Večina pesnitev, ki opevajo heroje in polbožanske osebe, se ustavlja ob vprašanju, kako premagati smrt in doseči večno življenje. To je tudi tema epa o Gilgamešu. 

## Lirika
V liriki so pisali himne bogovom, žalostinke in spokorne pesmi, ki so jih izvajali v templjih ob glasbeni spremljavi. Najpogostejši temi sta bili kesanje in prošnja za rešitev. Te pesmi so podobne starožidovskim psalmom, na katere so najbrž vplivale. Ljubezenske pesmi so nastajale v sumerskem obdobju in so bile izrazito versko-kultnega značaja.
Najbolj znana ljubezenska pesem je Pesem za kralja Šu-sina (ok. leta 2030 pr. n. št.), ki je nastala ob kultni poroki kralja s tempeljsko svečenico, ta pa je poosebljala svečenico Inanno. Pesem so domnevno izvajali ob kronanju novega kralja. Napisana je kot nagovor svečenice za kralja Šu-sina.

## Odmevi pri Slovencih
Babilonsko-asirska književnost je v našo literarno javnost prodrla samo z epom o Gilgamešu, vendar razmeroma pozno. Celoten prevod Mirka Avsenaka je izšel leta 1963. Ep je nekaj let zatem doživel odrsko uprizoritev v eksperimentalni obliki. Motivi, idejni ali formalni drobci iz njega pa se pojavljajo v poeziji in dramatiki modernejših avtorjev (Dane Zajc, Gregor Strniša, Franci Zagoričnik)